# Mysmena spirala
Mysmena spirala là một loài nhện trong họ Mysmenidae.
Loài này thuộc chi Mysmena. Mysmena spirala được miêu tả năm 2008 bởi Lin & S. Q. Li.